# 朝风号列车
「朝风」（日语： Asakaze */?）是日本国有铁道（国铁）及分割民營化後的JR東日本和JR西日本於1956年到2005年3月1日之間營運，往返於東京至博多之間的优等（特急）寝车。

## 概要
朝风号特快寝车是原日本国有铁道（国铁），现JR所属，自1956年行驶在东京站至博多站間的东海道本线、山阳本线、鹿儿岛本线的优等（特急）寝车。
此列車是日本國鐵藍色寢車（ブルートレイン）的先驅，也是採用20系新型臥車的第一號列車。
在JR民营化经营后，隨著客量減少和車體老化，东日本旅客铁道在1994年的12月2日终止了此列车的正常运营。2000年12月，最后一班由东日本旅客铁道營運的临时列车也运营完成。之后，此辆列车仍然由西日本旅客铁道运营于东京站至下关站間至2005年2月28日。
此列車廢止後，原用於行走此列車的約50輛客車送贈泰國。

## 用車歷史
- 1956年至1958年9月30日：舊型客車
- 1958年10月1日至1978年1月31日：20系客車
- 1977年10月1日至2005年2月28日：24系客車

## 运营终止前的车站设置
| 站名＼ 运营方向 | 下行   | 上行   |
| --------------- | ------ | ------ |
| 東京            | ●      | ●      |
| 品川            |        |        |
| 橫濱            | ●      | ●      |
| 熱海            | ●      | ●      |
| 靜岡            | ●      | ●      |
| 濱松            | ●      | ↑      |
| 名古屋          | ●      | （運） |
| 米原            | （運） | （運） |
| 大阪            | ↓      | ●      |
| 姬路            | ↓      | ●      |
| 岡山            | ●      | ●      |
| 倉敷            | ↓      | ●      |
| 新倉敷          | ↓      | ●      |

| 站名＼ 运营方向 | 下行 | 上行 |
| --------------- | ---- | ---- |
| 福山            | ●    | ●    |
| 尾道            | ●    | ●    |
| 三原            | ●    | ●    |
| 西条            | ●    | ●    |
| 廣島            | ●    | △    |
| 宮島口          | ●    | △    |
| 岩國            | ▽    | △    |
| 柳井            | ▽    | △    |
| 光              | ▽    | △    |
| 德山            | ▽    | △    |
| 防府            | ▽    | △    |
| 新山口          | ▽    | △    |
| 宇部            | ▽    | △    |
| 下關            | ▽    | △    |

记号注释：
●：停車。
↓、↑：路过。
※：临时停车。
(運)：運行停車。

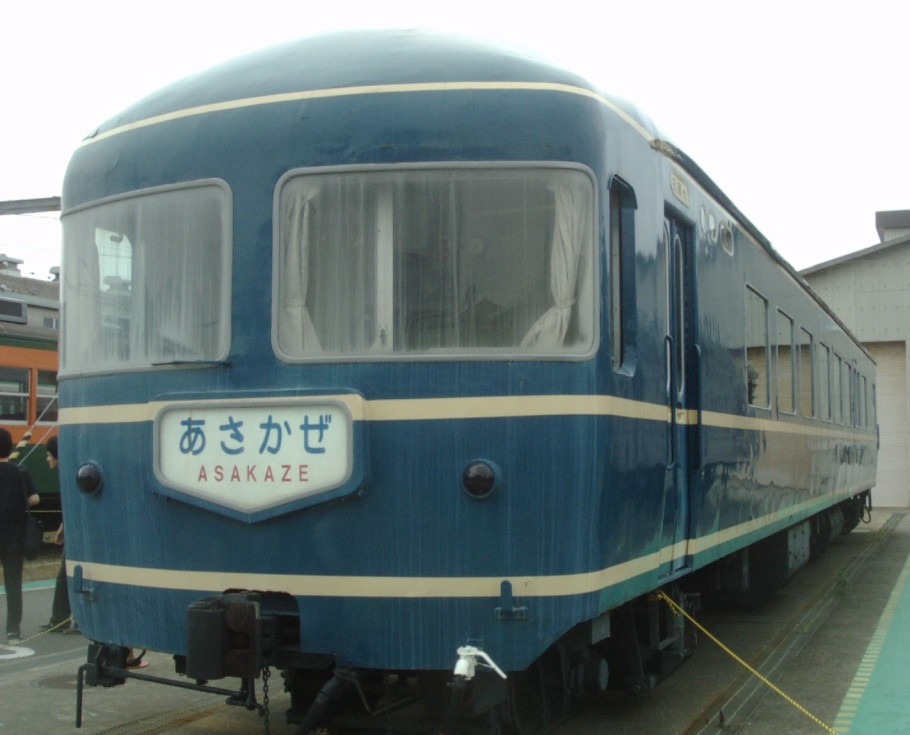
曾经使用过的20系客车车厢
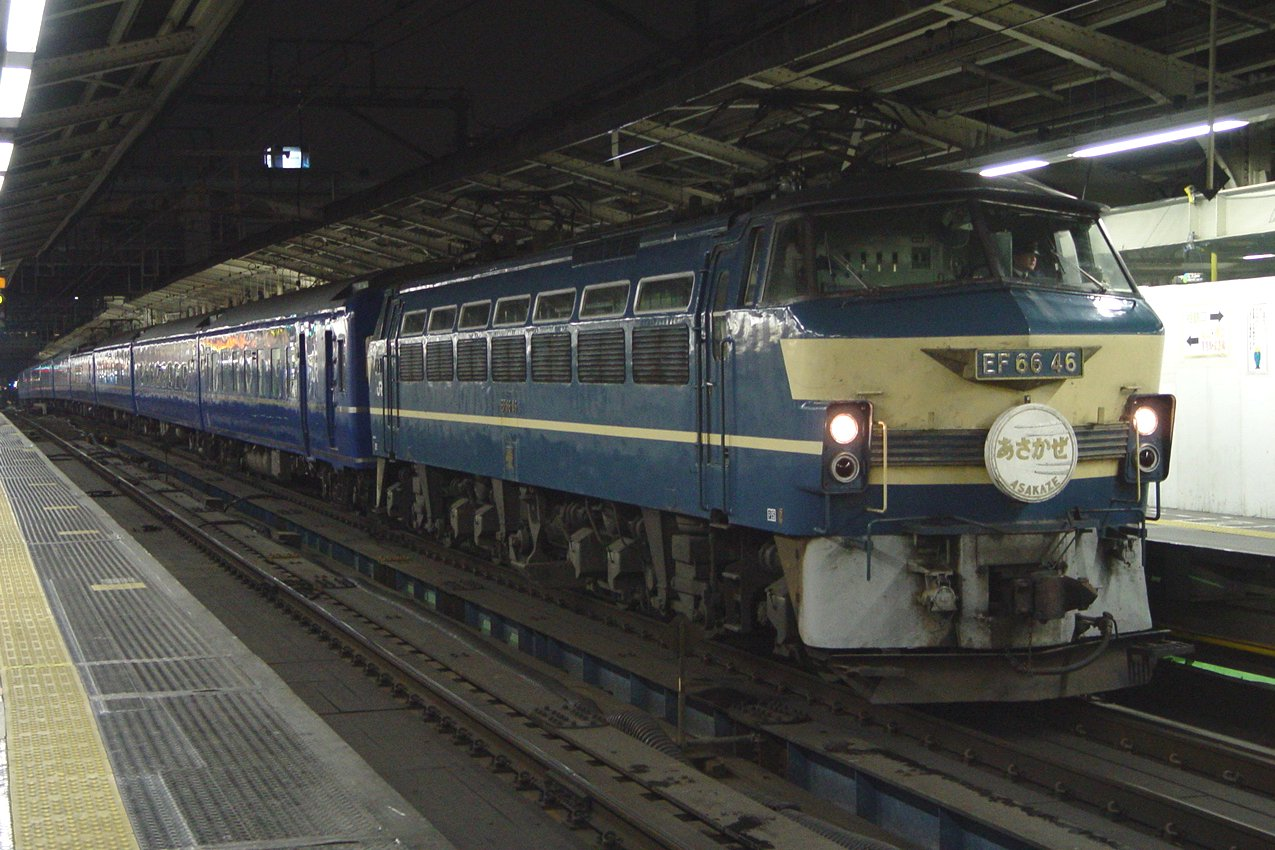
作为朝风号牽引機車的日本国铁EF66型电力机车
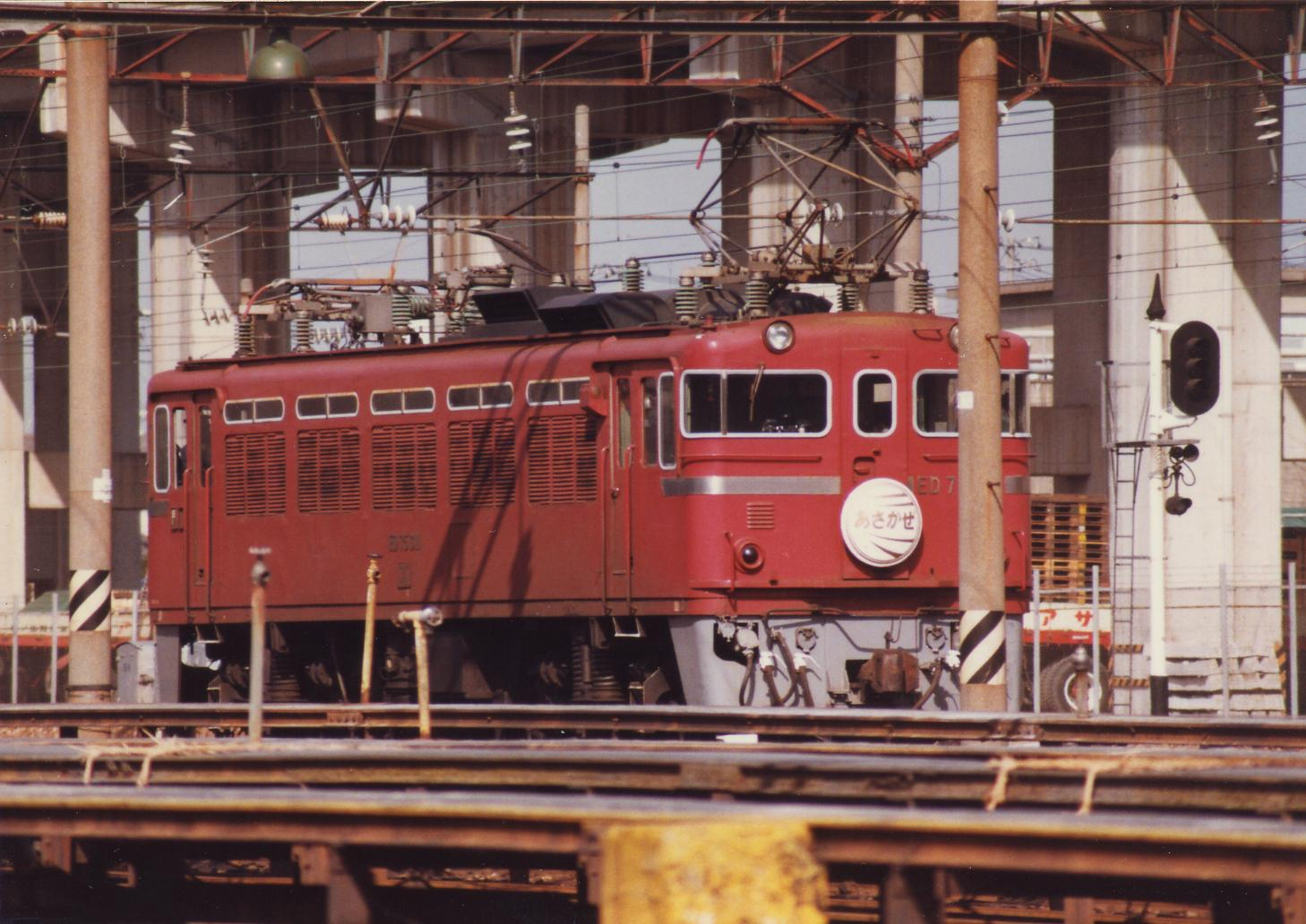
作为“朝风号”牵引机车的ED75型电力机车
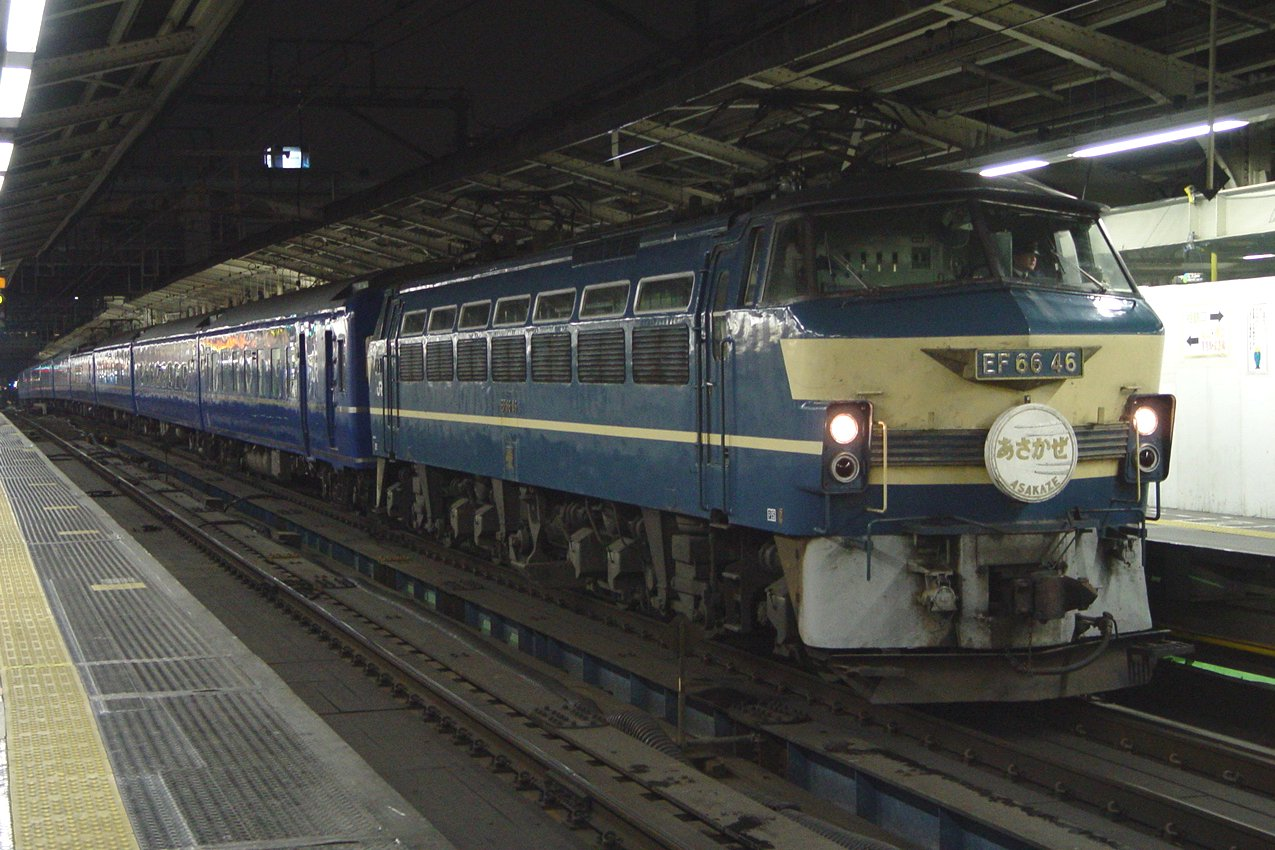
作为“朝风号”牵引机车的EF66型电力机车
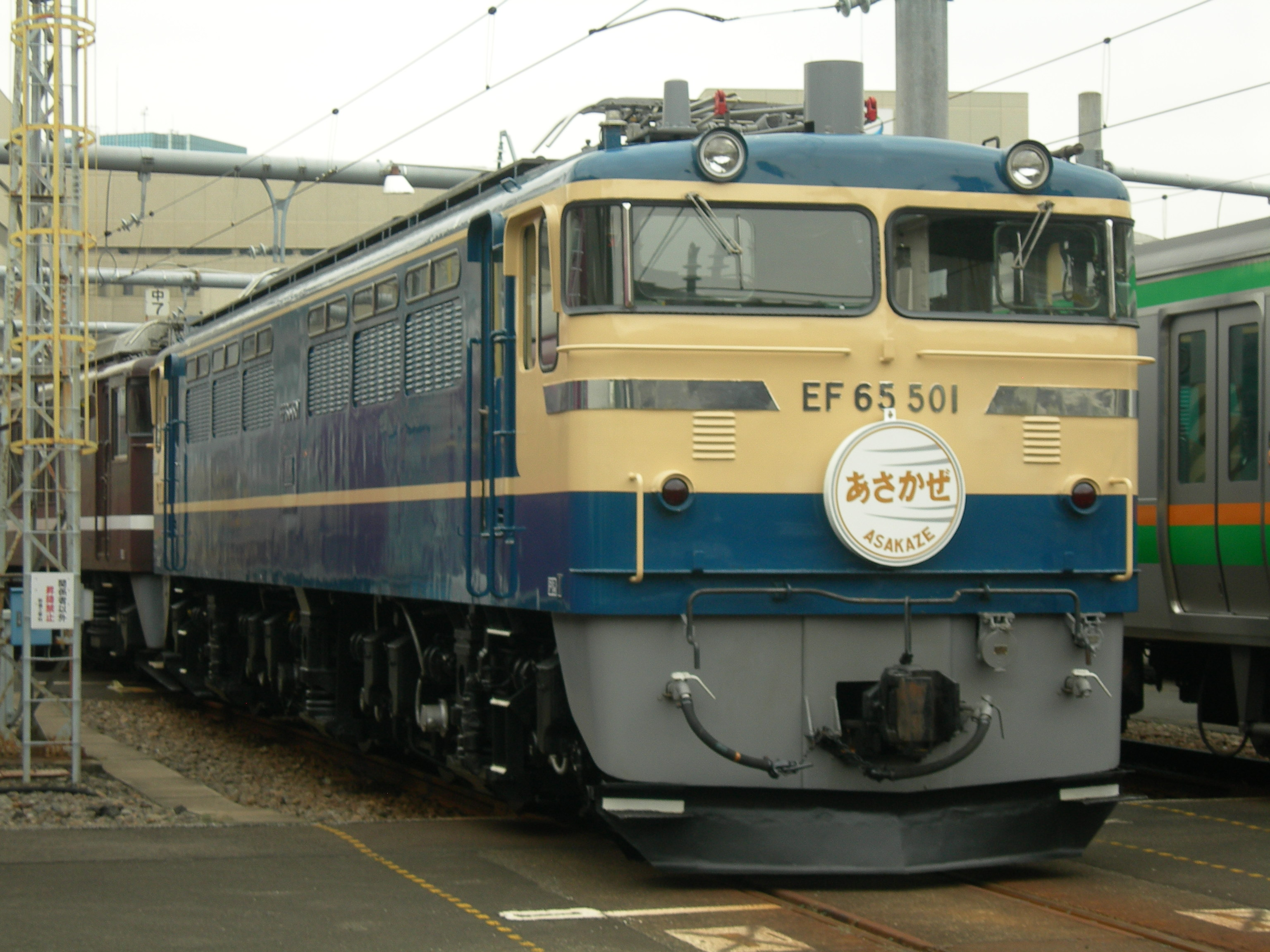
作为“朝风号”牵引机车的EF65型电力机车